# Subligaculum

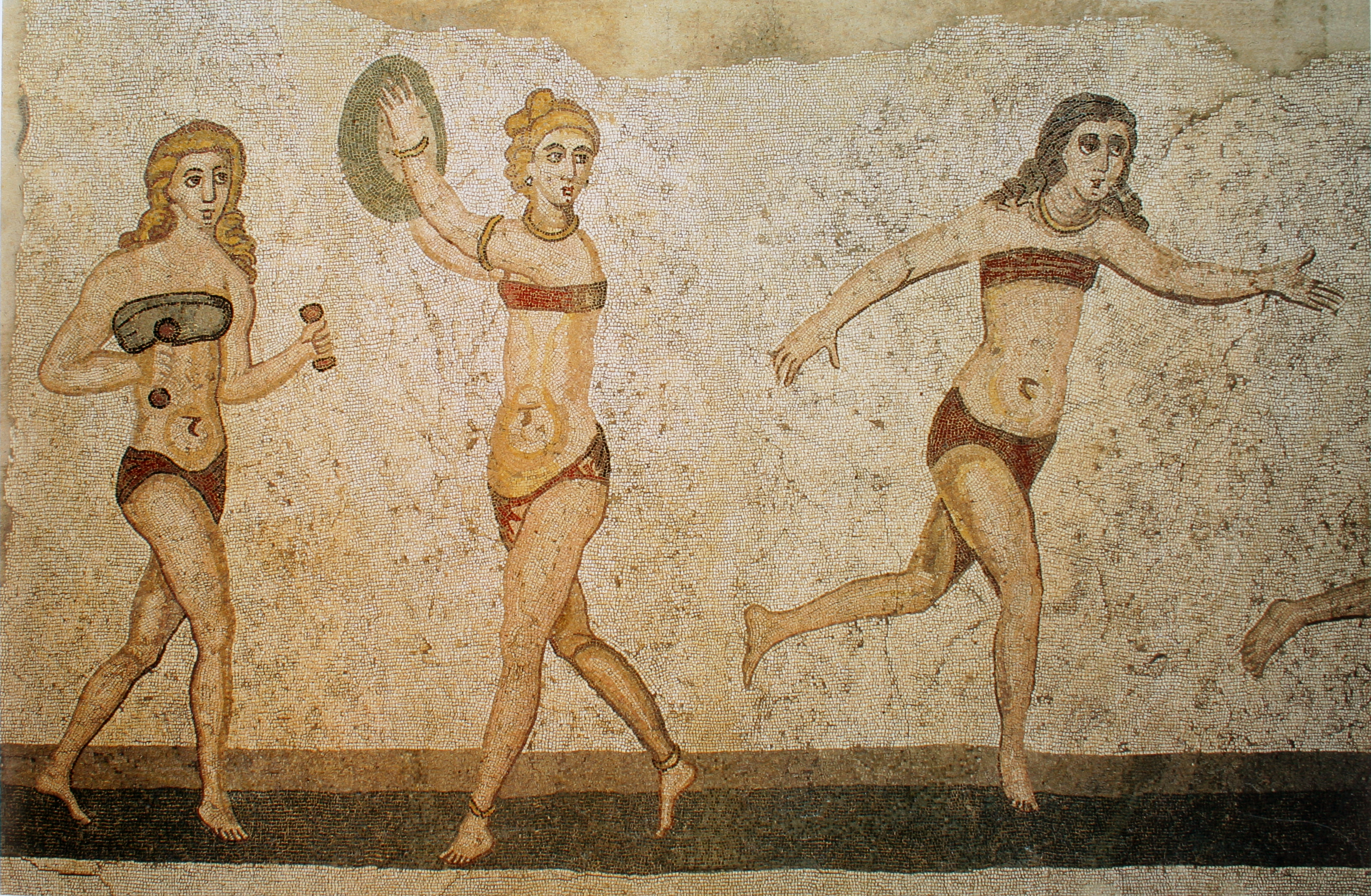
« Mosaïque des bikinis » dans la villa romaine du Casale : des jeunes femmes athlètes en bikini (le haut est un soutien-gorge appelé fascia pectoralis ou strophium, et le bas un subligaculum en cuir).

Le subligaculum (du latin subligo, « lier en dessous », avec le suffixe -culum, « petit ») est un sous-vêtement porté dans la Grèce et la Rome antique. 

## Utilisations
Dans l'habillement de la Rome antique, on désigne cette culotte extrêmement courte, proche du slip, sous diverses appellations, subligar, subligatus ou licium. Ce caleçon passé entre les jambes et attaché sur les hanches correspond à un pagne qui n'est probablement pas porté de manière permanente sous la toge des hommes et la stola des femmes romaines. La mode du subligaculum ne se généralise pas et reste réservée soit à certaines catégories sociales, soit à certaines pratiques sportives (gymniques, gladiatoriales) ou artistiques (théâtre latin). Ce sous-vêtement apparaît le plus souvent dans l'iconographie comme une pièce de tissu en lin (matière non conservée, les fouilles archéologiques n'en ayant relevé aucune trace) mais les découvertes archéologiques et les textes indiquent qu'ils sont parfois confectionnés en cuir, en particulier lorsqu'ils sont destinés à des sports nautiques. Il est possible aussi que le subligaculum en cuir (conçu en peau de chèvre imperméable) soit particulièrement utile pendant les menstruations, les femmes y appliquant à l'intérieur des chiffons en laine pour absorber le sang menstruel.
Dans les représentations du Christ en croix les plus anciennes, Jésus porte le plus souvent un colobium (tunique longue), plus rarement un subligaculum (cache-sexe minimaliste réduit à une fine bande de tissu) alors que la tradition romaine était de crucifier les individus nus. Au XVIe siècle, les théologiens de l'image tels que Johannes Molanus (1533-1585) mettent en garde contre des abus car l'Église a du mal à contrôler le travail des artistes. La vingt-cinquième session du concile de Trente en 1563 demande que les figurations doivent respecter la décence, si bien que l'interprétation théologique de l'esprit tridentin sera d'exclure d'office la nudité totale : la censure des nudités, qui restera une constante de la piété rigoriste, est à l'origine des repeints de pudeur (les plus célèbres étant ceux apportés par Daniele da Volterra) et du remplacement du subligaculum par le perizonium opaque puis transparent.

## Galerie

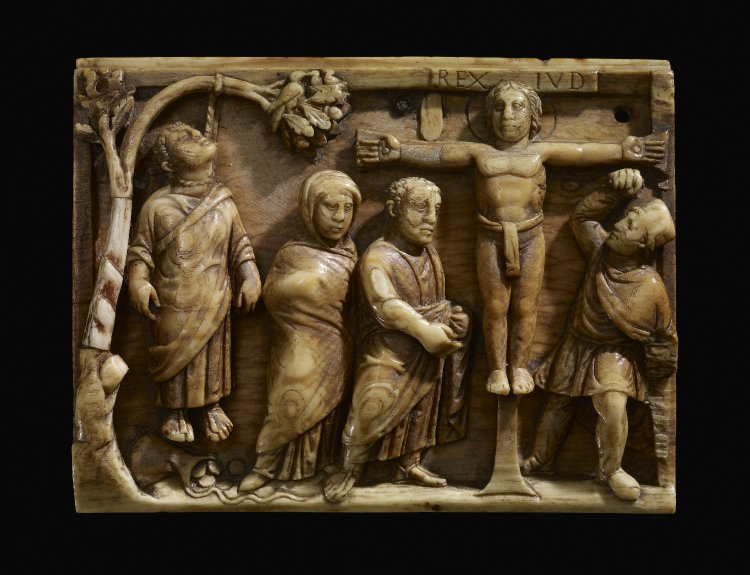
Relief en ivoire (420-430 ca) : Christ en subligaculum.
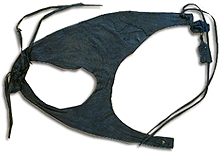
« String » en cuir du temps de la Bretagne insulaire (musée de Londres).
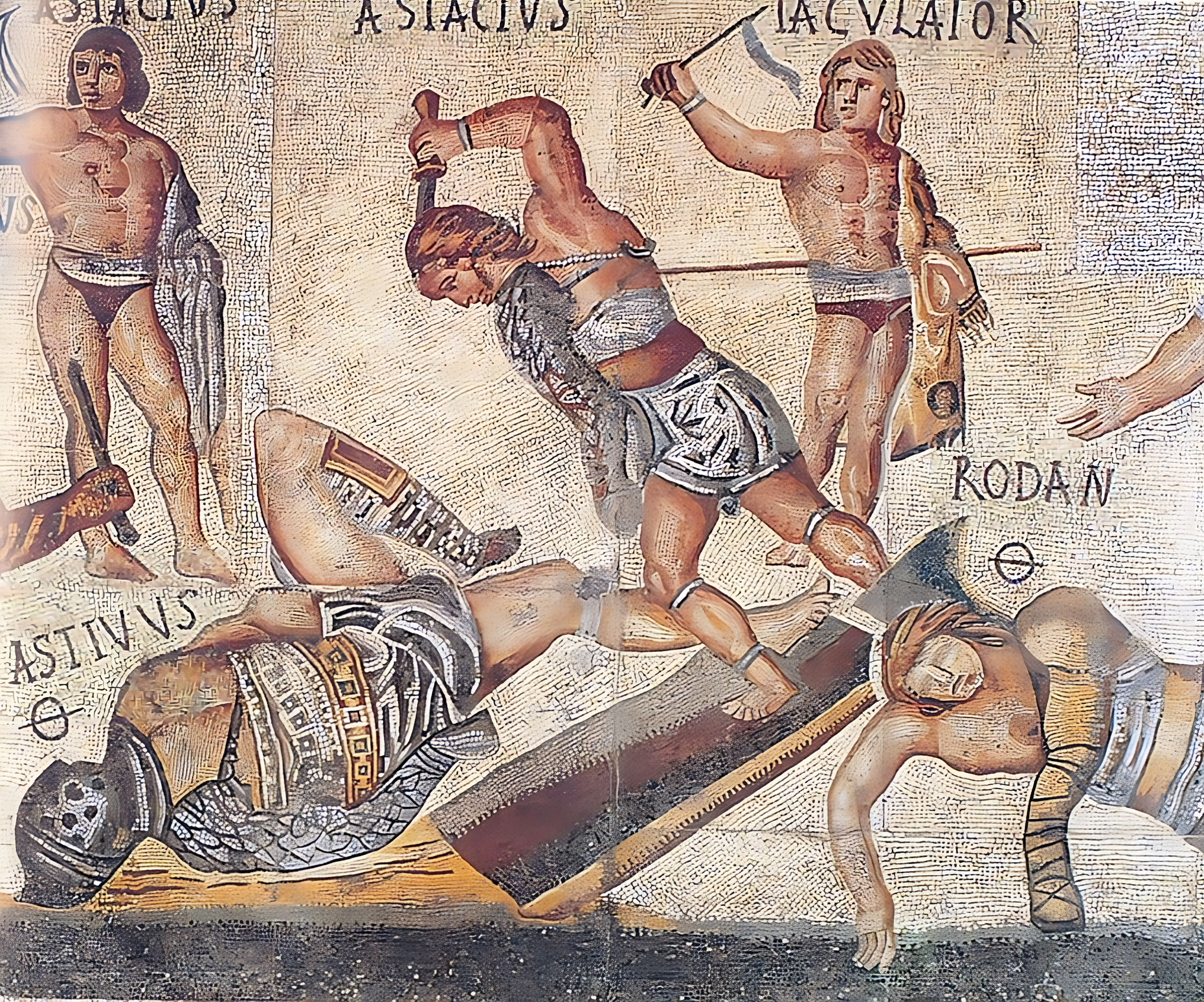
Dans cette « mosaïque des gladiateurs », certains portent un subligaculum (villa Borghèse).